# サイユスロウ国有林
サイユスロウ国有林 (Siuslaw National Forest, [saɪˈjuːslɔː] sy-EW-slaw) はオレゴン州西部に位置するアメリカ合衆国の国有林。1908年に設立されたこの国有林は沿岸部の森林から砂丘に渡り、さまざまな生態系を有している。

## 地理

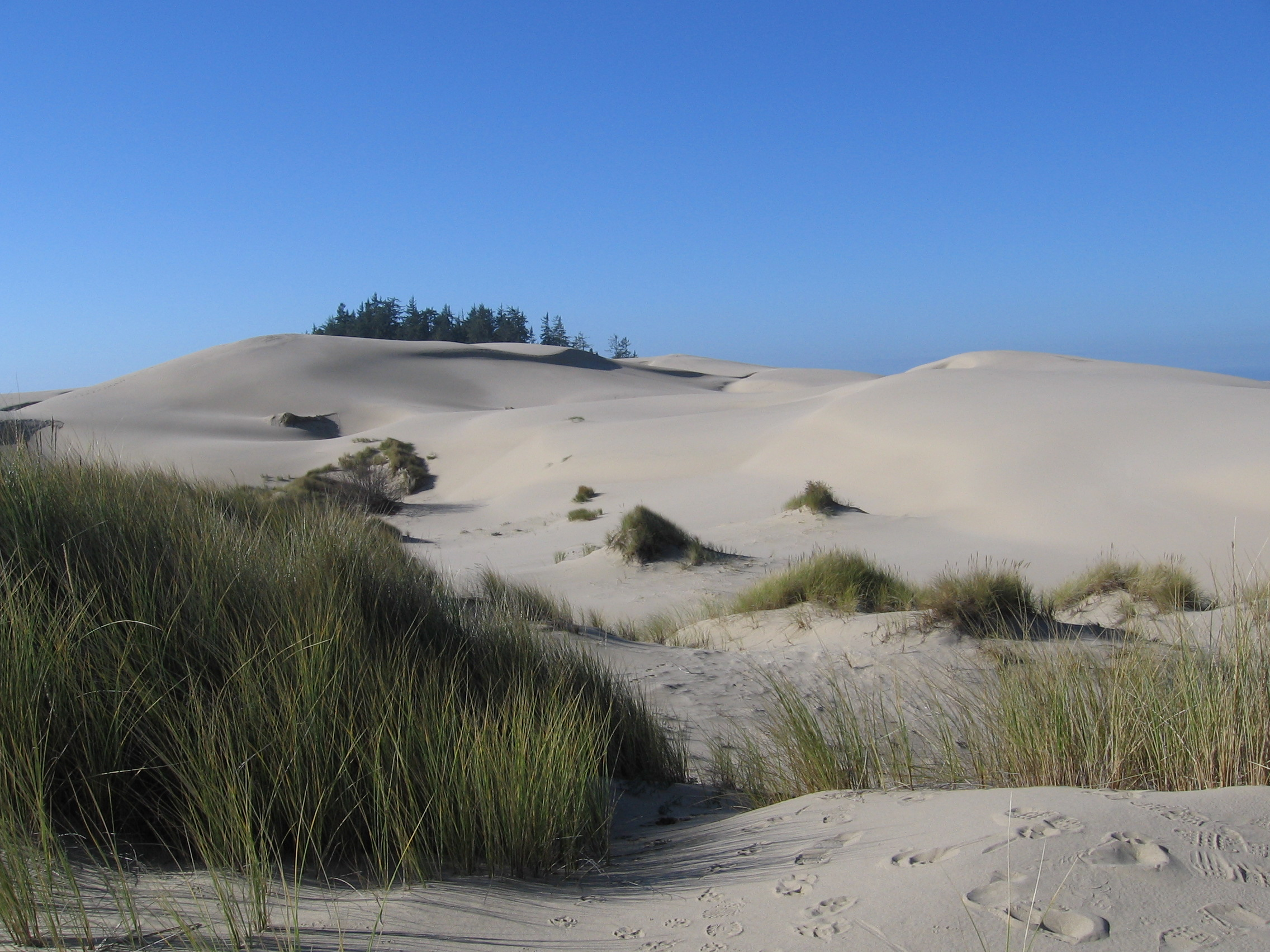
サンド・デューンズ, オレゴン・デューンズ国立保養地

サイユスロウ国有林はクーズベイとティラムックに挟まれたオレゴン・コーストの中央部に沿い、いくつかの部分は西側へと延びて海に達しており、オレゴン・コースト山脈の頂点を越え、ほぼウィラメットバレーにまで至る630,000エーカー (2,500 km2)以上に広がる面積を有している。森林はほぼレーン郡（森林部のうち39%）とリンカーン郡（森林部のうち27%）へと広がっており、残りはティラムック郡、ダグラス郡、ヤムヒル郡、ベントン郡、クーズ郡、ポーク郡へとまたがる。この森林にはサンド・レイク保養地および、オレゴン・デューンズ国立保養地も含まれる。国有林は約151,000エーカー (610 km2)のヘボ森林管理地域と、約479,000エーカー (1,940 km2)の沿岸中央森林管理地域の2つに分けられ、この監督事務所はコーバリスに位置する。

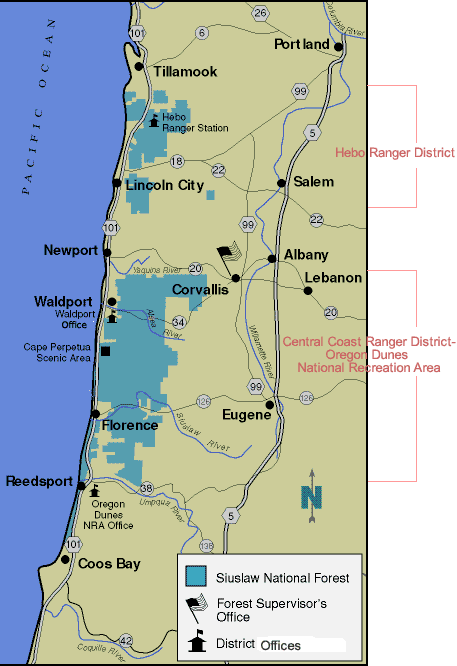
サイユスロウ国有林と周辺地域図

国有林にはオレゴン・コースト山脈で最も高所となるメアリーズ・ピーク（4,097フィート (1,249 m)）が含まれる。この国有林では海岸や、オルシー川、ネストゥッカ川、サイユスロウ川、アンプクア川を含む1,200マイル (1,900 km)の川や小川と30の湖など、いくつもの水生生息地が発見されている。陸上環境としては沿岸に近いシトカトウヒ (Picea sitchensis) が支配する地域と、アメリカツガ (Tsuga heterophylla)とベイマツ (Pseudotsuga menziesii)が支配する地域の2つの主要な植生地域があるとみなされている。このアメリカツガは主にベイマツの木陰で生長する。他の樹種ではベイスギ (Thuja plicata)、レッドオルダー (Alnus rubra) 、ヒロハカエデ (Acer macrophyllum) が見られる。1993年の森林局の調査では原生林はおおよそ33,800エーカー (137 km2)に広がると予想されている。カミンズ・クリーク自然保護区域および、ロック・クリーク自然保護区域はこれらの原生林の一部を有している。

## 野外活動
サイユスロウ国有林では釣り、キャンプ、ハイキング、乗馬、マウンテンバイク、タイドプール観察、オフロード車走行などの娯楽活動を楽しむことができる。

## 自然保護区域
3つの自然保護区域が公式に指定されており、サイユスロウ国有林は国立自然保護区域制度の一部を成している。これらの自然保護区域は1984年に設立された。
- ドリフト・クリーク自然保護区域（英語版） - リンカーン郡
- カミンズ・クリーク自然保護区域（英語版） - レーン郡
- ロック・クリーク自然保護区域（英語版） - レーン郡